# SMPlayer

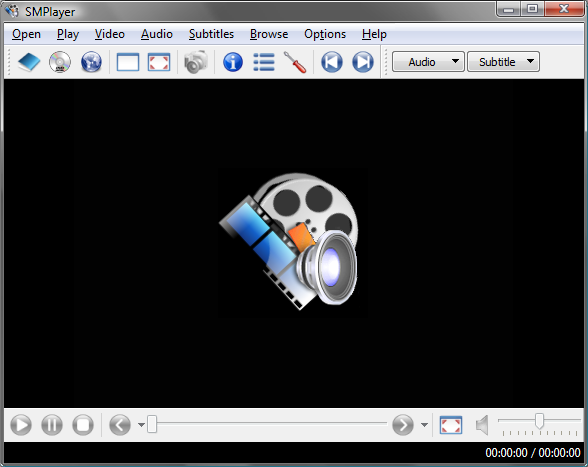
SMPlayer 0.6.7のVista上でのスクリーンショット

SMPlayerは、MPlayerおよびその派生メディアプレーヤーであるmpvなどのフロントエンド。クロスプラットフォームで動作するフリーでオープンソースなメディアプレイヤーであり、GNU General Public Licenseで公開されている。
なお内蔵されているプレイヤーのバージョンは古いのでユーザーが手動で更新する必要がある。

## 主な機能
- ファイルごとに設定や再生位置を記憶する機能
- 多くのオーディオ（英語版）とビデオフィルタ、やイコライザー (音響機器)機能
- 再生スピード変更機能
- プレイリスト再生
- 字幕対応。インターネットからデータを取得可能。
- ラジオ
- TV[6]
- YouTubeブラウザー機能
- スキン対応
- 30言語以上へのローカライズ[7]

## パッケージ
公式サイトでは、Windowsパッケージに加えて、Ubuntu対応のバイナリパッケージが提供されている。また多くのディストリビューションでも各リポジトリごとにパッケージを提供している。

### Windows
バージョン0.6.7以降のインストーラはNSIS（以前はInno Setup）で生成されている。インストーラはMPlayerの最新版やコーデックパックをダウンロードしインストールするが、MPlayerをオフラインでインストールするインストーラも用意してある。

　

### Unix系
各種Linuxディストリビューションでバイナリが提供されている。
しかし、MPlayerもQtも既に多くのオペレーティングシステムに対応しており、SMPlayerがMPlayerをベースとしてQtで構築されて以降、非常にポータブルになっているので、例えSMPlayerに対応していないオペレーティングシステムでも、別のUnixまたはLinuxのバイナリコンパチビリティ機能で利用することが可能。
FreeBSDで使用する時はポーツ・ツリー経由でのソースかほとんどの主なFreeBSDのバージョンに対応するバイナリパッケージでインストールすることができる。
OpenBSDにもポートコレクションで利用可能なバイナリパッケージが提供されている。
しかし、NetBSDやDragonFly BSDではバイナリフォーマット形式でもpkgsrc形式でも利用可能になっていない。ただ、NetBSDではFreeBSD用バイナリを使えば表立った不具合も無く使用出来る。

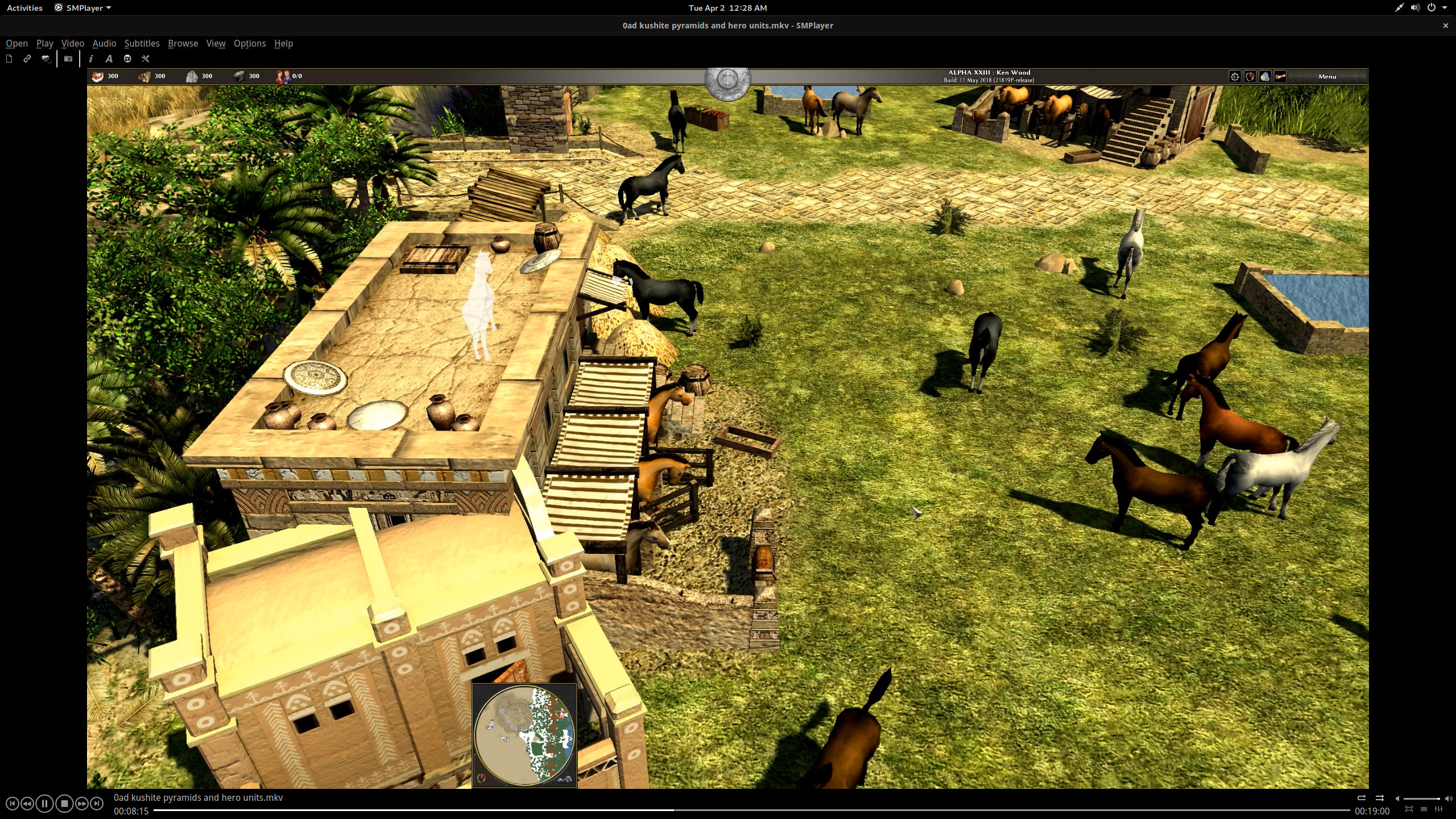
SMPlayer Version 19.1

## フォーク
- UMPlayer[リンク切れ]: SMPlayerの機能に加えて、SHOUTcastストリーミング機能やmacOS対応が追加されていたが[10][11][12]、2011年11月以降、公式プロジェクトは停止し[13]、2023年現在、公式サイトにはアクセスできなくなっている。
- SMPlayer2[リンク切れ]: mplayer2ユーザー向けで、mplayer2が新たなIPCメカニズムを実装するまでのテンポラリフォーク。